# Allium hexaceras
Allium hexaceras — вид рослин з родини амарилісових (Amaryllidaceae); поширений в Таджикистані й Узбекистані.

## Опис
Рослина має плоскі лінійні листки і чашоподібні зірчасті рожеві квітки, що несуть рогоподібні вирости на верхівці зав'язей.

## Поширення
Поширений в Таджикистані й Узбекистані. Населяє скелясті альпійські схили.